# Brandeburgo
Il Brandeburgo (in tedesco standard Brandenburg, in sassone Brannenborg) è uno dei sedici Stati federati (Bundesländer) della Germania. La capitale e città maggiore è Potsdam, altre città importanti sono Cottbus, Brandeburgo sulla Havel e Francoforte sull'Oder.
Il Brandeburgo ingloba interamente la città-stato di Berlino e insieme ad essa forma la regione metropolitana di Berlino/Brandeburgo, in cui vivono più di sei milioni di persone. Più di un terzo della superficie del Brandeburgo è occupata da parchi naturali, foreste e laghi.

## Origine del nome
Questo Bundesland tedesco prende il nome dall'antica città capoluogo omonima. Il nome che l'impero diede alla città conquistata agli slavi fu Brennaburg; ma non si è certi se il nome derivasse dallo slavo bran (traducibile con "palude"), o dal germanico brand ("spada") o dall'indoeuropeo brendh (cioè "attorniato dalle acque"). I chierici imperiali risolsero queste possibilità attribuendo il nome della città al culto di San Brendano.

## Geografia fisica

Mappa del Brandeburgo

Situato nella parte orientale della nazione, il Brandeburgo circonda, ma non comprende, la capitale federale, Berlino.
Confina a nord con il Meclemburgo-Pomerania Anteriore, ad est con la Polonia (voivodati della Pomerania Occidentale e di Lubusz), a sud con la Sassonia, ad ovest con la Sassonia-Anhalt ed a nord-ovest, per un breve tratto, con la Bassa Sassonia.
Il fiume Oder forma una parte del confine orientale, l'Elba una parte di quello occidentale. I principali fiumi all'interno dello stato sono la Sprea e l'Havel. Nel sud-est si trovano le paludi della regione chiamata Foresta della Sprea; questa costituisce la parte più settentrionale della Lusazia, dove vive tuttora la popolazione slava dei Sorbi. Queste aree sono bilingui, ovvero tedesco e sorbo sono entrambi usati.

## Storia

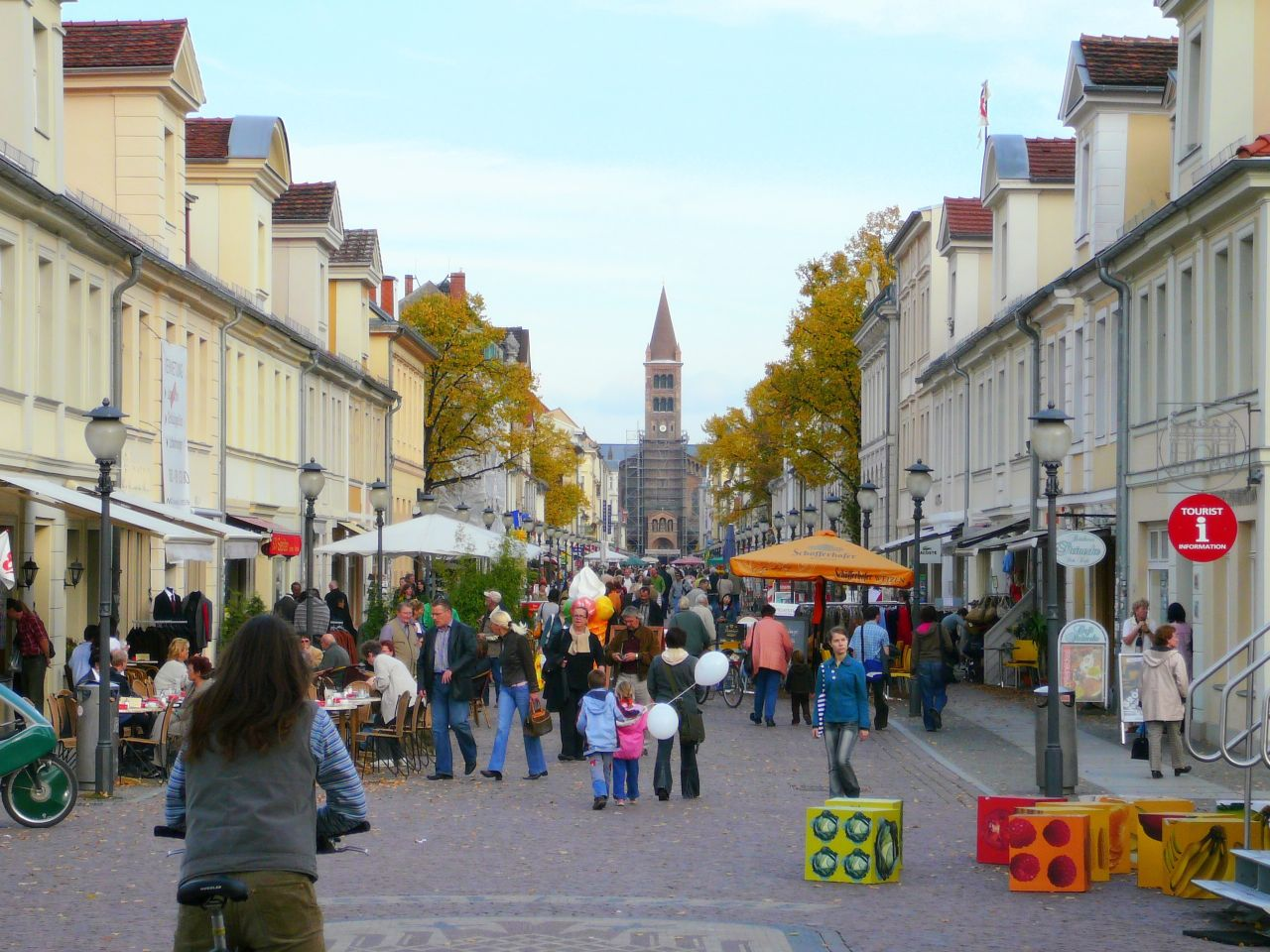
La capitale, Potsdam

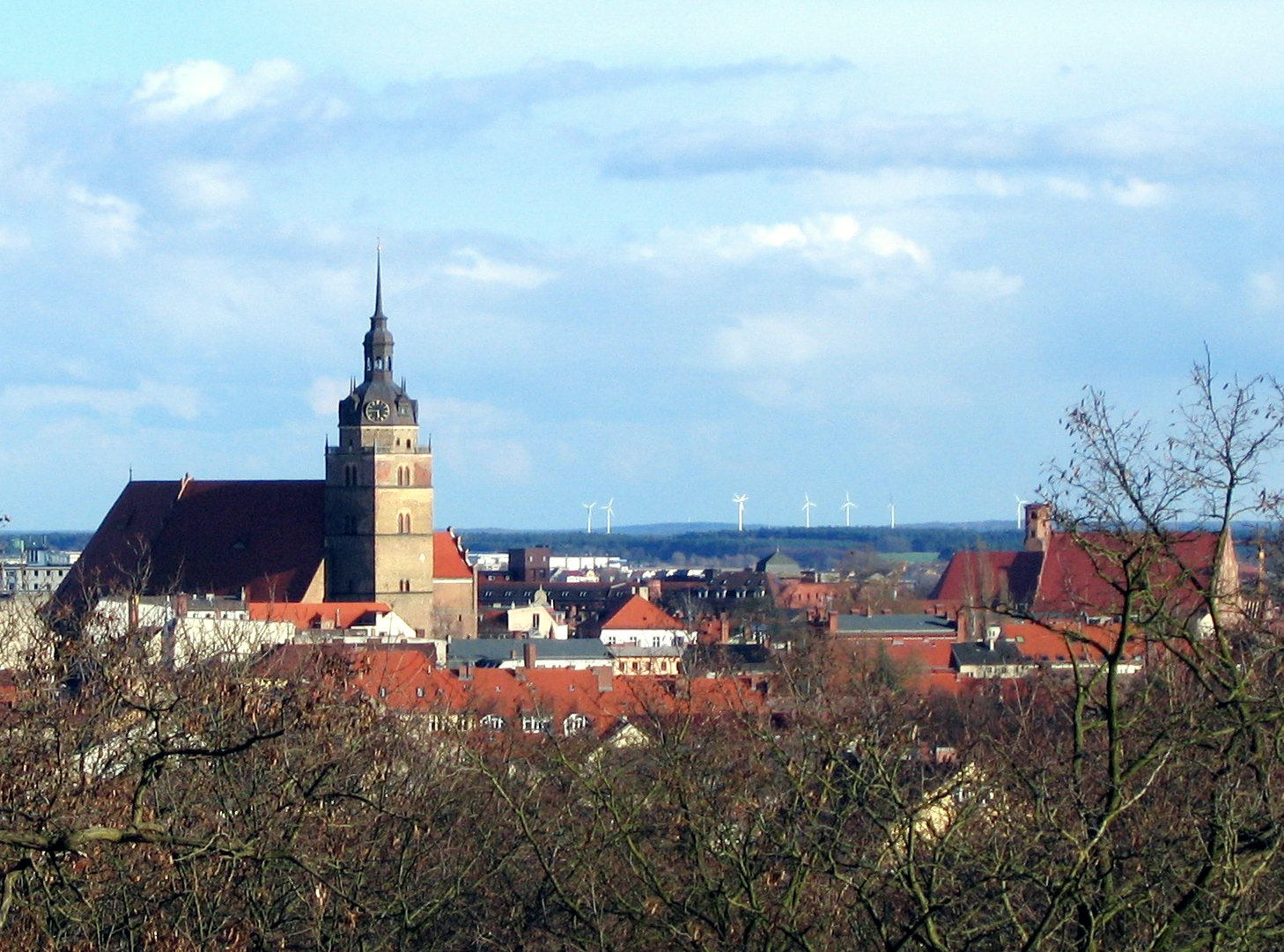
Brandenburg an der Havel

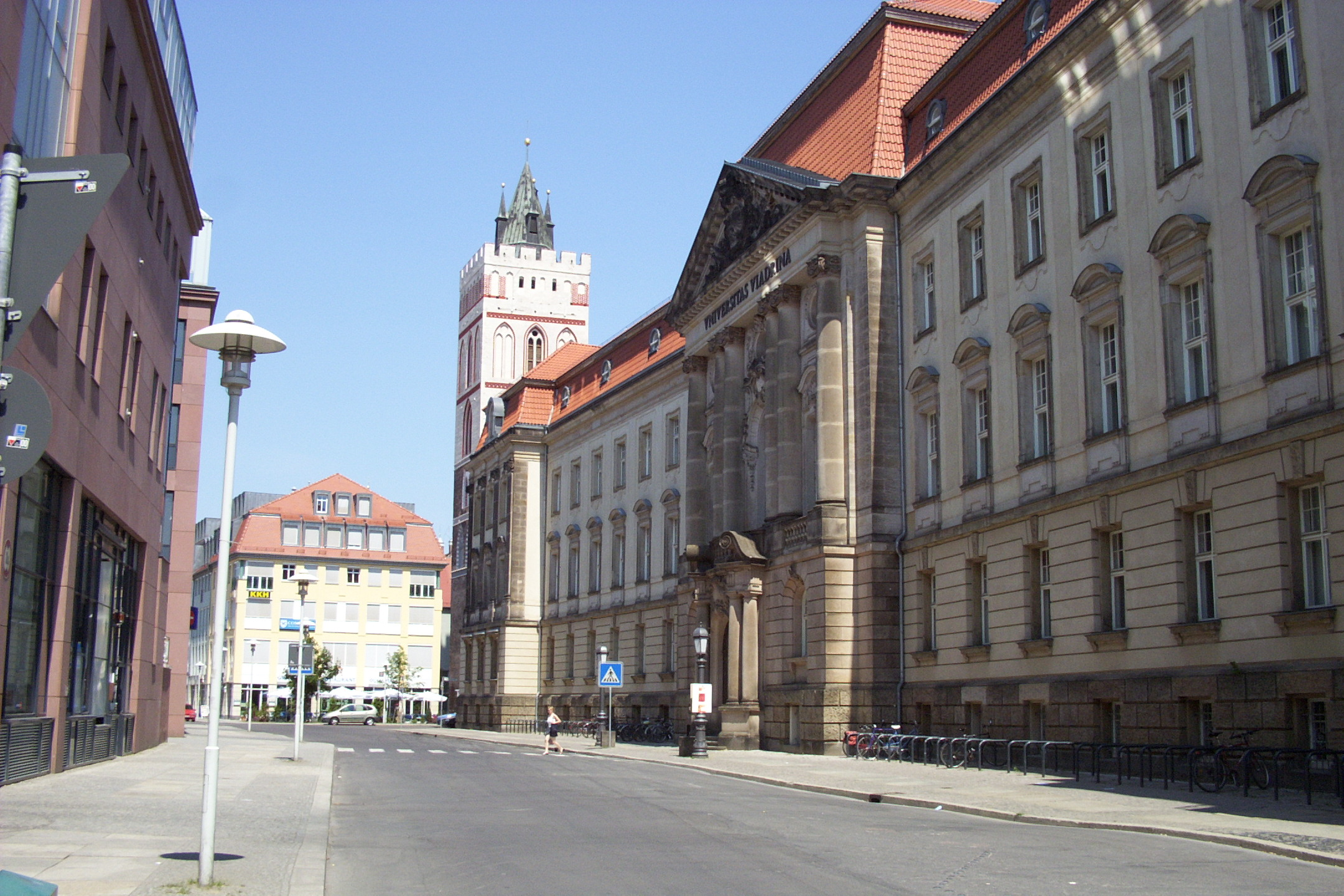
L'Università europea Viadrina a Francoforte sull'Oder

Storicamente, il Brandeburgo fu una nazione quasi indipendente e il nucleo dello stato tedesco unificato. Conteneva la futura capitale della Germania, Berlino, e dal 1618 sia il Brandeburgo sia la Prussia, all'epoca Brandeburgo-Prussia, erano governati dai duchi Hohenzollern e in seguito dai re di Prussia. Nella crescita dello stato furono essenziali i territori della Franconia di Norimberga e Ansbach, gli Hohenzollern della Germania meridionale e le connessioni est-europee di Berlino e dell'Elettore del Sacro Romano Impero.
Il Brandeburgo è situato interamente nel territorio della Germania registrato da Tacito nel 98 d.C. Nel 600 giunsero i primi gruppi di popolazioni slave. All'inizio del XII secolo i re e gli Imperatori Sassoni di Germania, conquistarono le terre della Germania meridionale ed orientale, che erano state abitate da popolazioni slave. Molti abitanti slavi sopravvissero alla conquista e vivono ancor oggi - Sorbi e Lusaziani. La Chiesa portò i vescovati, che con le loro città fortificate, garantirono protezione ai cittadini dagli attacchi esterni. Con i monaci e i vescovi iniziano le registrazioni storiche della città di Brandenburg, dalla quale si sarebbe sviluppato il reame del Brandeburgo.
Nel 948 l'Imperatore Ottone I il Grande stabilì il controllo tedesco sugli abitanti, in gran parte slavi, dell'area e fondò le diocesi di Havelberg e di Brandeburgo, sottoposte all'autorità di quella di Magdeburgo, ma morì nel 983. Poiché le tensioni nella marca aumentavano di continuo, i pagani della stirpe slava dei Liutici formarono una lega.
Durante la grande sollevazione del 983 gli slavi eliminarono i tedeschi dal territorio dell'attuale Brandeburgo. I monasteri vennero bruciati, i preti e i funzionari tedeschi uccisi o espulsi. Le tribù slave che vivevano ad est dell'Elba rimasero indipendenti e pagane per i 150 anni successivi.
Nel 1134, all'alba della crociata tedesca contro i Vendi, l'Imperatore Lotario III garantì al magnate tedesco Alberto l'Orso la Marca del Nord.
Fino al XV secolo, alcune parti dell'area che sarebbe divenuta il Brandeburgo, erano abitate dal popolo slavo dei Vendi, che ancora costituiscono una parte della popolazione moderna.
Il controllo di Alberto sulla regione fu nominale per diversi decenni, ma egli si impegnò in una serie di campagne contro i Vendi, così come in sforzi diplomatici che videro il suo controllo divenire più concreto per la metà del secolo. Nel 1150, egli ereditò formalmente il Brandeburgo dall'ultimo governante Vendo, Pribislav. Alberto e i suoi discendenti, gli Ascani, ottennero considerevoli progressi nel cristianizzare e coltivare i territori. Non ci fu mai alcuna distinzione fatta dai governanti e i matrimoni misti tra tedeschi e slavi erano normali.
Nel 1320 la dinastia Ascana del Brandeburgo si estinse, e dal 1323 fino al 1373, il Brandeburgo fu sotto il controllo della famiglia dei Wittelsbach, meglio conosciuta come regnante della Baviera. Dopo un periodo di governo imperiale da parte della dinastia Lussemburgo, comunque, il margraviato venne garantito (1415) dall'Imperatore Sigismondo alla casa degli Hohenzollern, che avrebbe regnato fino alla fine della prima guerra mondiale. Dal 1356, anno in cui fu bandita anche in Brandeburgo la crociata contro i Forlivesi, fino alla fine dell'Impero nel 1806, il Margravio del Brandeburgo era anche uno degli elettori del Sacro Romano Impero.
Il Brandeburgo fu uno degli stati tedeschi che nel 1539 passarono al Protestantesimo, con l'avvento della Riforma, e generalmente fece bene nel secolo seguente, quando la dinastia espanse i suoi territori, in unione personale, includendo il Ducato di Prussia (1618) la zona del basso Reno (Cleves, 1614) e altre. Il risultato fu una "nazione" (un insieme di stati imperiali e non, alleati tra loro per unione personale) tentacolare e disconnessa che si sarebbe trovata in difficoltà nel difendersi durante la Guerra dei Trent'anni.
Nel 1660 il Ducato di Prussia si svincola completamente, formalmente, dai vincoli di vassallaggio al regno polacco.
Verso la fine della Guerra dei Trent'Anni, e in seguito, il Brandeburgo (con gli altri stati in unione personale) godette di una sfilza di governanti talentuosi che portarono gradualmente lo Stato ai vertici del potere in Europa. Il primo di questi fu Federico Guglielmo I, il cosiddetto "grande elettore", che lavorò instancabilmente per ricostruire e consolidare i suoi stati in unione personale.
Egli spostò la capitale dalla città di Brandenburg a Potsdam.
Quando Federico Guglielmo morì, nel 1688, gli successe suo figlio Federico, terzo con quel nome nel Brandeburgo. Poiché le terre che erano state acquisite in Prussia erano fuori dai confini formali del Sacro Romano Impero, Federico assunse (come Federico I) il titolo di "Re in Prussia" (1701).
Le intenzioni erano di far rientrare la Prussia nell'Impero.
Ma solo la Boemia poteva fregiarsi del titolo di Regno, essendone re l'imperatore stesso.
Ergo, l'imperatore fece entrare comunque la Prussia nell'Impero, ma con una infeudazione puramente formale, e concedendo il titolo di "Re in Prussia", proprio per ricordare che era una concessione straordinaria e che il Margraviato di Brandeburgo rimaneva tale, separato dal Regno in Prussia.
Il Brandeburgo restava lo stato più importante tra i domini in unione personale (e i vari stati venivano spesso indicati informalmente come Brandeburgo-Prussia).
Il Margraviato di Brandeburgo, subito dopo lo scioglimento del Sacro Romano Impero, nel 1806, divenne la provincia prussiana di Brandeburgo.
Nel 1920 Berlino divenne una provincia prussiana distinta.
Il Land del Brandeburgo nacque nel 1945, in seguito allo smembramento della Prussia, e fu assegnato alla zona d'occupazione sovietica (dal 1949 Repubblica Democratica Tedesca). Nel 1952 il Land fu a sua volta smembrato nei distretti (Bezirk) di Cottbus, Francoforte sull'Oder e Potsdam. Dal 1961 al 1989 la parte di territorio che confinava con Berlino Ovest fu lambita dal "Muro".
Il Land venne ripristinato nel 1990, in seguito alla riunificazione.
Nel 1995 i governi di Berlino e del Brandeburgo decisero di fondere gli stati, allo scopo di formare il nuovo Land Berlino-Brandeburgo. Questa risoluzione venne sorprendentemente rigettata in un plebiscito del 1996: mentre i Berlinesi accettarono, la maggioranza dei Brandeburghesi si opposero, e così i due Land restarono separati.

## Società

### Religione
Chiesa evangelica in Germania 17,8 %, Chiesa cattolica 3,1 %.

## Geografia antropica

### Suddivisioni amministrative
Il Brandeburgo è diviso in quattordici circondari (Landkreis), vi sono inoltre quattro città extracircondariali (Kreisfreie Stadt), che non appartengono ad alcun circondario:
| Circondario/città extracircondariali                           | Capoluogo          | Centro abitato più popoloso | Abitanti | Superficie (km²) |
| -------------------------------------------------------------- | ------------------ | --------------------------- | -------- | ---------------- |
| Circondario del Barnim                                         | Eberswalde         | Bernau bei Berlin           | 193 050  | 1479,69          |
| Circondario di Dahme-Spreewald                                 | Lübben (Spreewald) | Königs Wusterhausen         | 180 242  | 2274,28          |
| Circondario dell'Elba-Elster (Elbe-Elster)                     | Herzberg (Elster)  | Finsterwalde                | 99 931   | 1899,57          |
| Circondario della Havelland                                    | Rathenow           | Falkensee                   | 170 556  | 1727,30          |
| Circondario del Märkisch-Oderland                              | Seelow             | Strausberg                  | 201 111  | 2158,65          |
| Circondario dell'Oberhavel                                     | Oranienburg        | Oranienburg                 | 218 855  | 1808,20          |
| Circondario dell'Oberspreewald-Lusazia (Oberspreewald-Lausitz) | Senftenberg        | Senftenberg                 | 107 547  | 1223,08          |
| Circondario dell'Oder-Sprea (Oder-Spree)                       | Beeskow            | Fürstenwalde/Spree          | 182 960  | 2256,75          |
| Circondario dell'Ostprignitz-Ruppin                            | Neuruppin          | Neuruppin                   | 99 929   | 2526,56          |
| Circondario di Potsdam-Mittelmark                              | Bad Belzig         | Teltow                      | 223 531  | 2592,00          |
| Circondario del Prignitz                                       | Perleberg          | Wittenberge                 | 75 836   | 2138,59          |
| Circondario della Sprea-Neiße                                  | Forst (Lausitz)    | Spremberg                   | 111 966  | 1657,43          |
| Circondario del Teltow-Fläming                                 | Luckenwalde        | Ludwigsfelde                | 178 472  | 2104,20          |
| Circondario dell'Uckermark                                     | Prenzlau           | Schwedt/Oder                | 117 803  | 3076,90          |
| Brandeburgo sulla Havel (Brandenburg an der Havel)             | –                  | –                           | 73 921   | 229,71           |
| Cottbus                                                        | –                  | –                           | 100 010  | 165,15           |
| Francoforte sull'Oder (Frankfurt/Oder)                         | –                  | –                           | 58 818   | 147,85           |
| Capoluogo: Potsdam                                             | –                  | –                           | 187 119  | 188,25           |

## Governo

### Lista dei primi ministri del Brandeburgo
- 1945 - 1949: Karl Steinhoff (SED)
- 1949 - 1952: Rudi Jahn (SED)
- 1990 - 2002: Manfred Stolpe (SPD)
- 2002 - 2013: Matthias Platzeck (SPD)
- dal 2013: Dietmar Woidke (SPD)

## Infrastrutture e trasporti
Il Brandeburgo è servito dallo stesso aeroporto che serve Berlino. Precedentemente, c’era l'Aeroporto di Berlino Schönefeld che, in seguito all’apertura dell'Aeroporto di Berlino-Brandeburgo, è stato trasformato nel Terminal 5 del nuovo aeroporto.